# Iglesia de San Esteban (Cervelló)

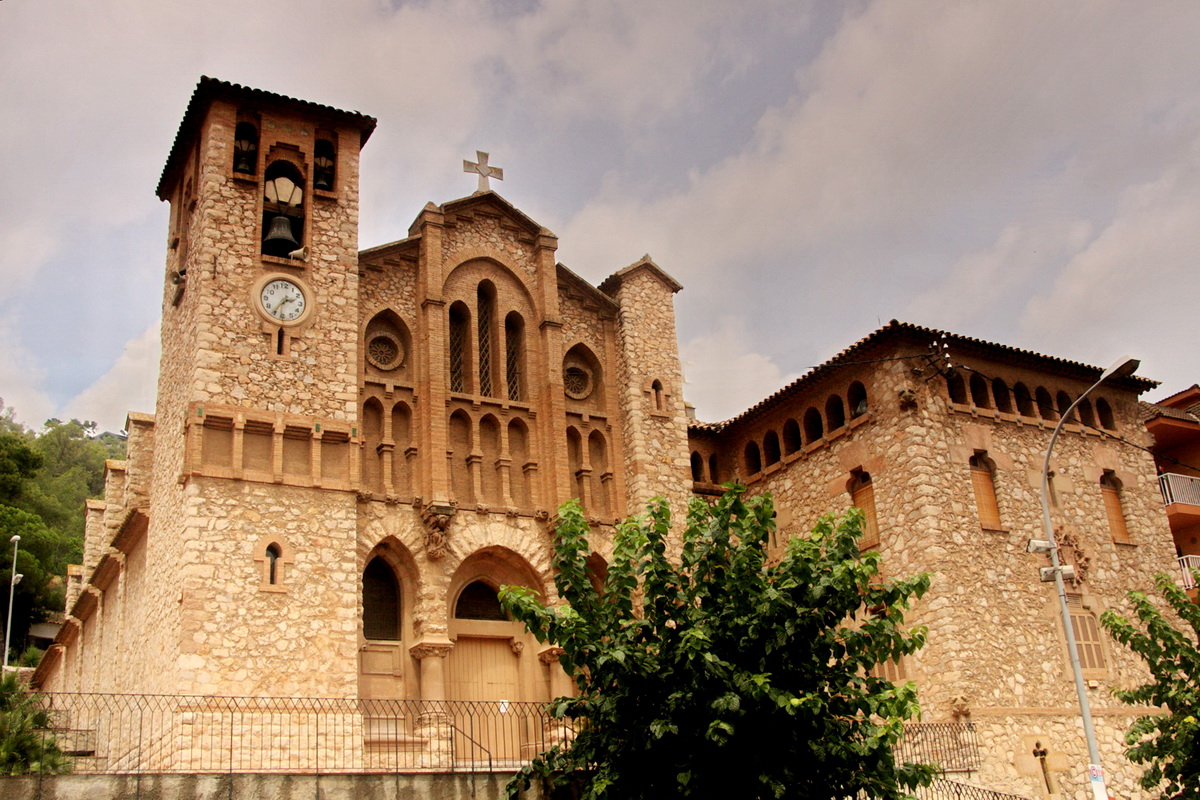
Iglesia de San Esteban de Cervelló y, a la derecha, la casa parroquial

La iglesia de San Esteban (en catalán: església de Sant Esteve) es el templo parroquial del municipio de Cervelló, en el Bajo Llobregat, provincia de Barcelona, Cataluña, España. Hasta finales del siglo XIX, esta función correspondía a la iglesia de Santa María de Cervelló. En 1896 se decidió construir una nueva iglesia en el centro de la población y fue encargada a Antoni Maria Gallissà y a Josep Font i Gumà.
Es una obra de inspiración gótica con un exterior que combina el mahón visto con la piedra, con una fachada principal estructurada en dos niveles muy diferenciados. En el interior las naves están divididas por arcos apuntados de mahón visto combinado con elementos cerámicos.
Anexa a su derecha, Gallissà construyó la casa parroquial con inspiración en la masía catalana, con una galería aporchada en el piso superior y con decoración cerámica y heráldica medievalista.